# 22 mai 1911

## Naissances
- Héctor Freschi (mort à une date inconnue), footballeur argentin.
- Alberto Galateo (mort le 26 février 1961), footballeur argentin
- Violet Olney (mort en janvier 1999), sprinteur britannique
- Minoru Kawabata (mort le 29 juin 2001), peintre japonais
- Anatol Rapoport (mort le 20 janvier 2007), psychologue et mathématicien américain d'origine russe
- Gabriel Ferrier (mort le 14 juin 1986), homme politique français
- Rafael Ferrer i Fitó (mort le 23 mars 1988), compositeur, violoniste et chef d'orchestre catalan.

## Décès
- Pierre Dadolle (né le 28 janvier 1857), prélat catholique français.
- Émile d'Erlanger (né le 19 juin 1832), banquier d'origine allemande

## Autres événements
- Etablissement de l'Escudo portugais en remplacement du Real portugais
- Création de la Fédération cynologique internationale
- Henry Lewis Stimson entre en fonction en tant que Secrétaire à la Guerre des États-Unis
- Liste des gouverneurs d'Algérie
- Sortie américaine des films : The Herders, A Western Dream, Branding a Bad Man, The Forged Dispatch
- Première de la pièce Le Martyre de saint Sébastien